# سانتا فيتوريا دي ألبا
سانتا فيتوريا دي ألبا هي كومونا (بلدية) في مقاطعة كونية في منطقة بيمنتة الإيطالية، تقع على بعد حوالي 45 كيلومتر (28 ميل) جنوب شرق تورينو وحوالي 45 كيلومترات شمال شرق كونية. اعتباراً من 31 ديسمبر 2004، كان يبلغ عدد سكانها 2،591 نسمة، ومساحتها 10.1 كيلومتر مربع (3.9 ميل2) . 
تحد سانتا فيتوريا دي ألبا البلديات التالية: برا ومونتيتشيللو دي ألبا وبوكاباجليا و رودي و فيردونو.

## المدن التوأم - المدن الشقيقة
تجاورت سانتا فيتوريا دي ألبا مع :
- فيرس-بونت-دو-جارد، فرنسا  [لغات أخرى]‏ (1973).